# Katsumi Suzuki
Katsumi Suzuki (鈴木 克美 Suzuki Katsumi?), född 21 april 1969 i Yamagata prefektur, är en japansk före detta fotbollsspelare.
Suzuki började sin karriär 1988 i NEC Yamagata (Montedio Yamagata). Han avslutade karriären 2004.